# Tarouca (freguesia)
A Freguesia de Tarouca é uma antiga freguesia portuguesa do Município de Tarouca, a qual tinha 19,68 km² de área e 3 556 habitantes (2011), e, por isso, uma densidade populacional de 180,7 hab/km².
Em 2013, no âmbito da reforma administrativa, foi anexada à Freguesia de Dálvares, criando-se a União de Freguesias de Tarouca e Dálvares.

## População
| População da freguesia de Tarouca | População da freguesia de Tarouca | População da freguesia de Tarouca | População da freguesia de Tarouca | População da freguesia de Tarouca | População da freguesia de Tarouca | População da freguesia de Tarouca | População da freguesia de Tarouca | População da freguesia de Tarouca | População da freguesia de Tarouca | População da freguesia de Tarouca | População da freguesia de Tarouca | População da freguesia de Tarouca | População da freguesia de Tarouca | População da freguesia de Tarouca |
| --------------------------------- | --------------------------------- | --------------------------------- | --------------------------------- | --------------------------------- | --------------------------------- | --------------------------------- | --------------------------------- | --------------------------------- | --------------------------------- | --------------------------------- | --------------------------------- | --------------------------------- | --------------------------------- | --------------------------------- |
| 1864                              | 1878                              | 1890                              | 1900                              | 1911                              | 1920                              | 1930                              | 1940                              | 1950                              | 1960                              | 1970                              | 1981                              | 1991                              | 2001                              | 2011                              |
| 1 941                             | 2 053                             | 2 226                             | 2 429                             | 2 507                             | 2 424                             | 2 597                             | 2 565                             | 2 812                             | 2 865                             | 2 719                             | 2 956                             | 2 953                             | 3 416                             | 3 556                             |

| Distribuição da População por Grupos Etários | Distribuição da População por Grupos Etários | Distribuição da População por Grupos Etários | Distribuição da População por Grupos Etários | Distribuição da População por Grupos Etários | Distribuição da População por Grupos Etários | Distribuição da População por Grupos Etários | Distribuição da População por Grupos Etários | Distribuição da População por Grupos Etários | Distribuição da População por Grupos Etários |
| -------------------------------------------- | -------------------------------------------- | -------------------------------------------- | -------------------------------------------- | -------------------------------------------- | -------------------------------------------- | -------------------------------------------- | -------------------------------------------- | -------------------------------------------- | -------------------------------------------- |
| Ano                                          | 0-14 Anos                                    | 15-24 Anos                                   | 25-64 Anos                                   | > 65 Anos                                    |                                              | 0-14 Anos                                    | 15-24 Anos                                   | 25-64 Anos                                   | > 65 Anos                                    |
| 2001                                         | 725                                          | 517                                          | 1 707                                        | 467                                          |                                              | 21,2%                                        | 15,1%                                        | 50,0%                                        | 13,7%                                        |
| 2011                                         | 652                                          | 436                                          | 1 923                                        | 545                                          |                                              | 18,3%                                        | 12,3%                                        | 54,1%                                        | 15,3%                                        |

Média do País no censo de 2001:  0/14 Anos-16,0%; 15/24 Anos-14,3%; 25/64 Anos-53,4%; 65 e mais Anos-16,4%
Média do País no censo de 2011:   0/14 Anos-14,9%; 15/24 Anos-10,9%; 25/64 Anos-55,2%; 65 e mais Anos-19,0%

## Património
- Igreja de São Pedro de Tarouca
- Castelo de Tarouca